# Tijdschrift voor Filosofie
Tijdschrift voor Filosofie è un trimestrale fiammingo di filosofia.
La rivista è stata fondata nel 1939 dal domenicano Joannes De Petter. La rivista è gestita da un comitato editoriale internazionale e da un comitato di redazione in cui sono rappresentate tutte le università fiamminghe e olandesi e alcune sudafricane. Il caporedattore è Roland Breeur. Dal 1984, il comitato editoriale è ospitato presso l'Istituto superiore di filosofia dell'Università cattolica di Lovanio. La rivista è pubblicata da Uitgeverij Peeters.
Tijdschrift voor Filosofie è una rivista di filosofia generalista e pubblica studi tematici e storici, recensioni di libri e studi letterari. Presta particolare attenzione alla vita filosofica nelle Fiandre e nei Paesi Bassi e si propone di contribuire alla filosofia in lingua olandese. La rivista pubblica articoli in nederlandese, francese, inglese, tedesco e lingue africane e esce quattro volte l'anno.